# Sadat (Uttar Pradesh)
Sadat es  un pueblo y nagar Panchayat situado en el distrito de Ghazipur en el estado de Uttar Pradesh (India). Su población es de 12361 habitantes (2011). 

## Demografía
Según el  censo de 2011 la población de Sadat era de 12361 habitantes, de los cuales 6384eran hombres y 5977 eran mujeres. Sadat tiene una tasa media de alfabetización del 78,03%, superior a la media estatal del 67,68%: la alfabetización masculina es del 87,09%, y la alfabetización femenina del 68,44%.